# 轮盘钵属
輪盤缽（屬名：Rotadiscus），又称轮盘体，是寒武紀澄江生物群的一種圓盤狀動物，其化石亦見於貴州中寒武世的凱里生物群。
輪盤缽和伊爾東缽等其他早古生代盤狀生物密切相關，同屬伊爾東缽類。但該類群的具體分類地位至今仍屬未知。

## 形態
輪盤缽外形類似水母，缽體呈扁盤形，直徑可達15釐米，缽的背側微上拱，表面有同心圓狀的生長線和脊狀輻射紋，輻射紋之間有輻射狀排列的斑點狀構造。缽內有一個呈順時針方向旋捲的螺旋囊，以及88條輻射管，並在螺旋囊外側分叉。缽腹表面柔軟，有輻射狀排列的瘤刺，以及口、肛門與纖毛環等構造，纖毛環為口終端向外延伸所形成，呈圓弧狀，有13對中空的觸手。輪盤缽的形態與身體構造大致上類似於伊爾東缽，但不同處為缽體背側可能有礦化，無自變形能力，可能營近底浮游生活。

## 生態
如同其他伊爾東缽類，輪盤缽最初被認為是浮游生物，但近期研究認為它們是底棲的食碎屑動物。
少數輪盤缽化石的背側，有被無鉸類腕足動物馬龍舌孔貝（Lingulellotreta malongensis）幼體附生的現象。

## 分類
2023年的新研究基於對新發現化石的支序分析，將輪盤缽與其他伊爾東缽類動物歸為幹群步帶動物。

## 下属物种
轮盘钵属包括以下物种：
- 大轮盘钵 Rotadiscus grandis Sun & Hou, 1987
- 贵州轮盘钵 Rotadiscus guizhouensis (Zhao & Zhu, 1994)